# Мантапсан
Мантапсан (кор. 만탑산) — гора в КНДР на юге провинции Хамгён-Пукто. Высота вершины достигает 2204 метров над уровнем моря. Является частью хребта Хамгён, расположена на границе уездов Кильджу, Мёнчхан и Оран.
Близ горы находится концентрационный лагерь Хвасон, крупнейший по площади в Северной Корее. По некоторым данным, для проведения ядерных испытаний, заключёнными лагеря были вырыты тоннели внутри горы. 31 октября 2017 года Asahi TV и ряд СМИ сообщили об обрушении 10 сентября 2017 года подземного тоннеля — части подземной инфраструктуры площадки ядерного полигона Пунгери на склоне горы Мантапсан, где 3 сентября 2017 года КНДР провела успешное испытание водородной бомбы. В результате обрушения погибли 200 человек.